# مسعودآباد (مقاطعة ديواندرة)
مسعودآباد (بالفارسية: مسعودآباد) هي قرية تقع في قسم اوباتو (مقاطعة ديواندرة) في إيران. يقدر عدد سكانها بـ 178 نسمة .